# Saint-Judoce
Saint-Judoce [sɛ̃ʒydɔs] est une commune du département des Côtes-d'Armor, dans la région Bretagne, en France.

## Géographie
| Évran    | Évran                       |                           |
| Évran    | Saint-Judoce                | Trévérien Ille-et-Vilaine |
| Plouasne | Saint-Thual Ille-et-Vilaine |                           |

### Hydrographie
Pour un article plus général, voir Réseau hydrographique des Côtes-d'Armor.
La commune est située dans le bassin Loire-Bretagne. Elle est drainée par le canal d'Ille et Rance, le Linon et le Fournet,,.
Le canal d'Ille-et-Rance est un canal, chenal et un cours d'eau naturel navigable, d'une longueur de 84 km. Il prend sa source dans la commune de Montreuil-sur-Ille et se jette  dans l'Ille à Saint-Grégoire, après avoir traversé 25 communes. 
Le Linon, d'une longueur de 36 km, prend sa source dans la commune de Trémeheuc et se jette  dans la Rance à Évran, après avoir traversé neuf communes. 

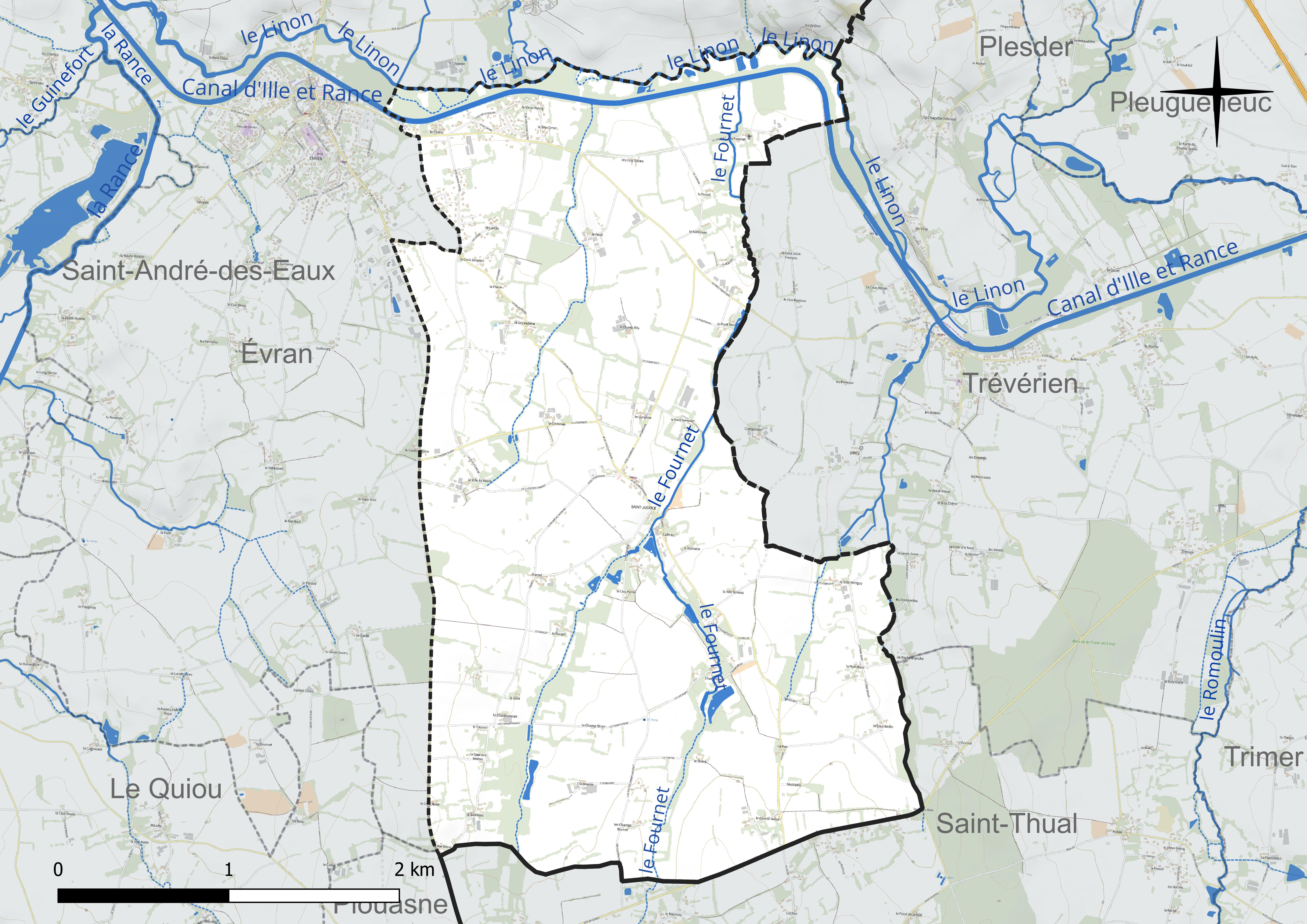
Réseau hydrographique de Saint-Judoce.

### Climat
Pour des articles plus généraux, voir Climat de la Bretagne et Climat des Côtes-d'Armor.
En 2010, le climat de la commune est de type climat océanique altéré, selon une étude du Centre national de la recherche scientifique s'appuyant sur une série de données couvrant la période 1971-2000. En 2020, Météo-France publie une typologie des climats de la France métropolitaine dans laquelle la commune est exposée à un climat océanique et est dans la région climatique Bretagne orientale et méridionale, Pays nantais, Vendée, caractérisée par une faible pluviométrie en été et une bonne insolation. Parallèlement l'observatoire de l'environnement en Bretagne publie en 2020 un zonage climatique de la région Bretagne, s'appuyant sur des données de Météo-France de 2009. La commune est, selon ce zonage, dans la zone « Intérieur Est », avec des hivers frais, des étés chauds et des pluies modérées).  
Pour la période 1971-2000, la température annuelle moyenne est de 11,4 °C, avec  une amplitude thermique annuelle de 12,2 °C. Le cumul annuel moyen de précipitations est de 721 mm, avec 12,1 jours de précipitations en janvier et 6,7 jours en juillet. Pour la période 1991-2020, la température moyenne annuelle observée sur la station météorologique la plus proche, située sur la commune du Quiou à quatre km à vol d'oiseau, est de 11,6 °C et le cumul annuel moyen de précipitations est de 757,4 mm,. Pour l'avenir, les paramètres climatiques de la commune estimés pour 2050 selon différents scénarios d'émission de gaz à effet de serre sont consultables sur un site dédié publié par Météo-France en novembre 2022.

## Urbanisme

### Typologie
Au 1er janvier 2024, Saint-Judoce est catégorisée commune rurale à habitat dispersé, selon la nouvelle grille communale de densité à 7 niveaux définie par l'Insee en 2022.
Elle est située hors unité urbaine et hors attraction des villes,.

### Occupation des sols
L'occupation des sols de la commune, telle qu'elle ressort de la base de données européenne d’occupation biophysique des sols Corine Land Cover (CLC), est marquée par l'importance des territoires agricoles (96,7 % en 2018), en diminution par rapport à 1990 (100 %). La répartition détaillée en 2018 est la suivante : 
terres arables (55,2 %), zones agricoles hétérogènes (25,4 %), prairies (16,1 %), zones urbanisées (3,3 %). L'évolution de l’occupation des sols de la commune et de ses infrastructures peut être observée sur les différentes représentations cartographiques du territoire : la carte de Cassini (XVIIIe siècle), la carte d'état-major (1820-1866) et les cartes ou photos aériennes de l'IGN pour la période actuelle (1950 à aujourd'hui).

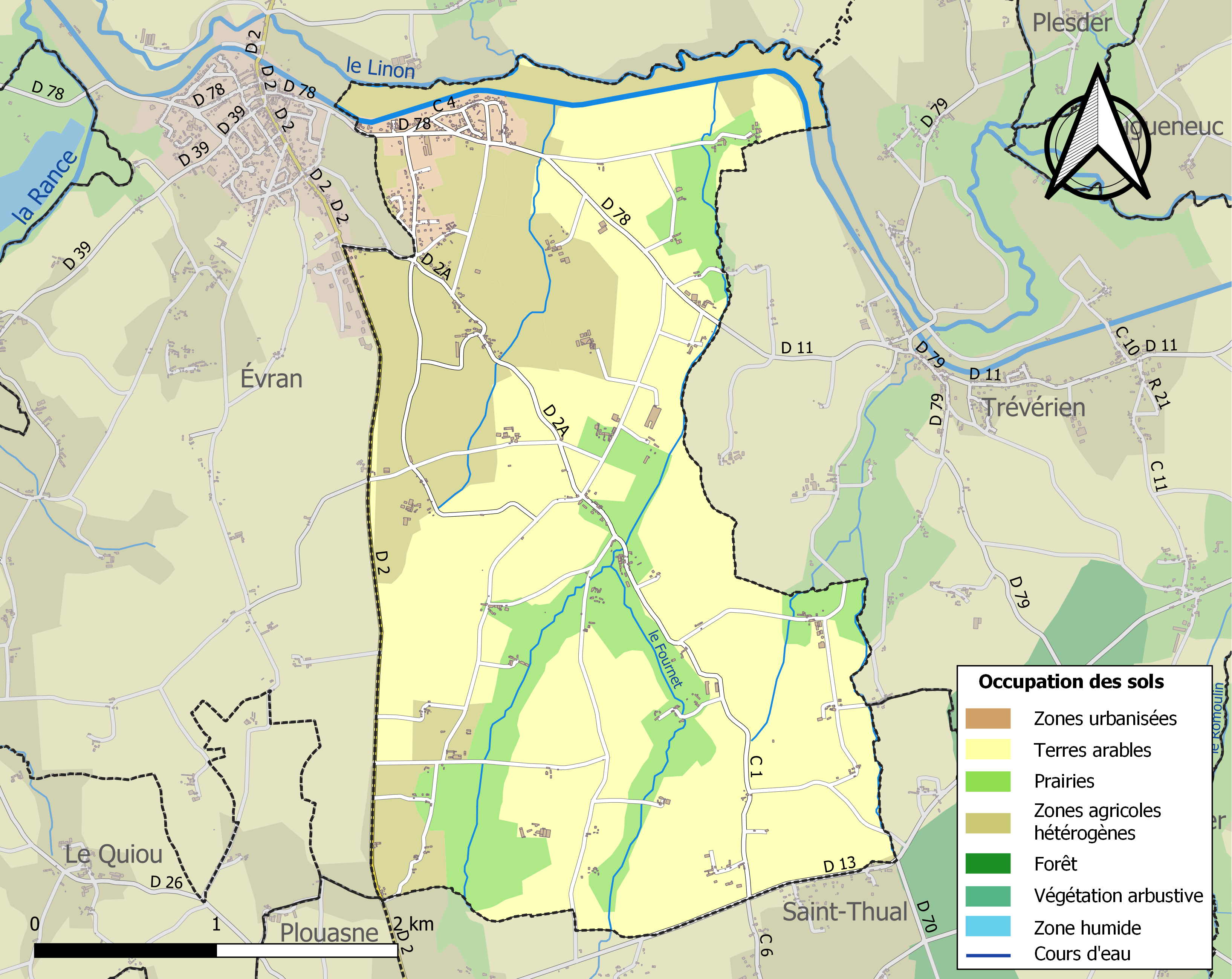
Carte des infrastructures et de l'occupation des sols de la commune en 2018 (CLC).

## Toponymie
Le nom de la localité est attesté sous les formes Ecclesia Sancti Judoci au milieu du XIIe siècle, vers 1184 et en 1197, Ecclesia Beati Judoci en 1181, Parochia Sancti Judossi et Sancti Judoci en 1371, Sanctus Judocus à la fin du XIVe siècle, Saint Geosse en 1429, Saint Joce en 1480, Sainct-Judoce en 1513.
Son nom vient de Saint-Josse ou Judoc en vieux-breton.

## Histoire
La paroisse de Saint-Judoce, enclavée dans l'évêché de Saint-Malo faisait partie du doyenné de Bobital relevant de l'évêché de Dol et était sous le vocable de saint Josse.
L'abbaye Notre-Dame du Tronchet possédait le bailliage de cette paroisse, mais l'avait fait aliéner.

### XXe siècle

#### Guerres du XXe siècle
Le monument aux Morts porte les noms des 39 soldats morts pour la Patrie :
- 35 sont morts durant la Première Guerre mondiale.
- 2 sont morts durant la Seconde Guerre mondiale.
- 2 sont morts durant la guerre d'Algérie.

## Héraldique
| Blason de Saint-Judoce | Blason  | Écartelé d'azur et de sable; à la croix hendée d'argent brochant sur la partition. |
| Blason de Saint-Judoce | Détails | Le statut officiel du blason reste à déterminer.                                   |

## Politique et administration
| Période                                  | Période                   | Identité                   | Étiquette | Qualité                                                                    |
| ---------------------------------------- | ------------------------- | -------------------------- | --------- | -------------------------------------------------------------------------- |
| Les données manquantes sont à compléter. |                           |                            |           |                                                                            |
| avant 1921                               | novembre 1931             | Jean-Marie Brandily        |           | Propriétaire cultivateur Officier du Mérite agricole                       |
| janvier 1932                             | mars 1959                 | François Frotin            |           |                                                                            |
| mars 1959                                | octobre 1996 (décès)      | Yann Bouan du Chef du Bos  | DVD       | Agriculteur retraité                                                       |
| novembre 1996                            | mars 2008                 | André Nivol                |           | Éleveur retraité                                                           |
| mars 2008                                | mars 2014                 | Louis Bouan du Chef du Bos | PCD       | Directeur d'école 3e vice-président de la CC du Pays d'Évran (2008 → 2013) |
| mars 2014                                | juillet 2018              | Martial Fairier            | PS        | Ancien cadre à la SNCF                                                     |
| juillet 2018                             | septembre 2018            | Gilles Lassalle            |           | Maire par intérim                                                          |
| septembre 2018                           | En cours (au 23 mai 2020) | Martial Fairier            | PS        | Ancien cadre à la SNCF Réélu pour le mandat 2020-2026                      |

## Démographie
L'évolution du nombre d'habitants est connue à travers les recensements de la population effectués dans la commune depuis 1793. Pour les communes de moins de 10 000 habitants, une enquête de recensement portant sur toute la population est réalisée tous les cinq ans, les populations de référence des années intermédiaires étant quant à elles estimées par interpolation ou extrapolation. Pour la commune, le premier recensement exhaustif entrant dans le cadre du nouveau dispositif a été réalisé en 2006.

En 2022, la commune comptait 590 habitants, en évolution de +3,69 % par rapport à 2016 (Côtes-d'Armor : +1,78 %, France hors Mayotte : +2,11 %).
| 1793 | 1800 | 1806 | 1821 | 1831 | 1836 | 1841 | 1846 | 1851 |
| ---- | ---- | ---- | ---- | ---- | ---- | ---- | ---- | ---- |
| 691  | 678  | 748  | 811  | 817  | 791  | 825  | 897  | 890  |

| 1856 | 1861 | 1866 | 1872 | 1876 | 1881 | 1886 | 1891 | 1896 |
| ---- | ---- | ---- | ---- | ---- | ---- | ---- | ---- | ---- |
| 875  | 874  | 851  | 820  | 814  | 765  | 760  | 744  | 722  |

| 1901 | 1906 | 1911 | 1921 | 1926 | 1931 | 1936 | 1946 | 1954 |
| ---- | ---- | ---- | ---- | ---- | ---- | ---- | ---- | ---- |
| 691  | 758  | 717  | 589  | 593  | 637  | 572  | 521  | 482  |

| 1962 | 1968 | 1975 | 1982 | 1990 | 1999 | 2006 | 2011 | 2016 |
| ---- | ---- | ---- | ---- | ---- | ---- | ---- | ---- | ---- |
| 487  | 495  | 430  | 420  | 422  | 443  | 495  | 564  | 569  |

| 2021 | 2022 | - | - | - | - | - | - | - |
| ---- | ---- | - | - | - | - | - | - | - |
| 578  | 590  | - | - | - | - | - | - | - |

## Lieux et monuments
- Église Saint-Judoce, inscrite partiellement (porte d'entrée) au titre des monuments historiques par arrêté du 10 novembre 1925[29].
- Château du Fournet. Une grande bâtisse remanié aux XVIIe et XIXe siècles avec dépendances, chapelle et galerie à colonnes monolithiques. Fut la maison de Jean du Fournet (ou du Fournay), compagnon d'armes de Du Guesclin et du vice-amiral Louis Dartige du Fournet (1856-1940).

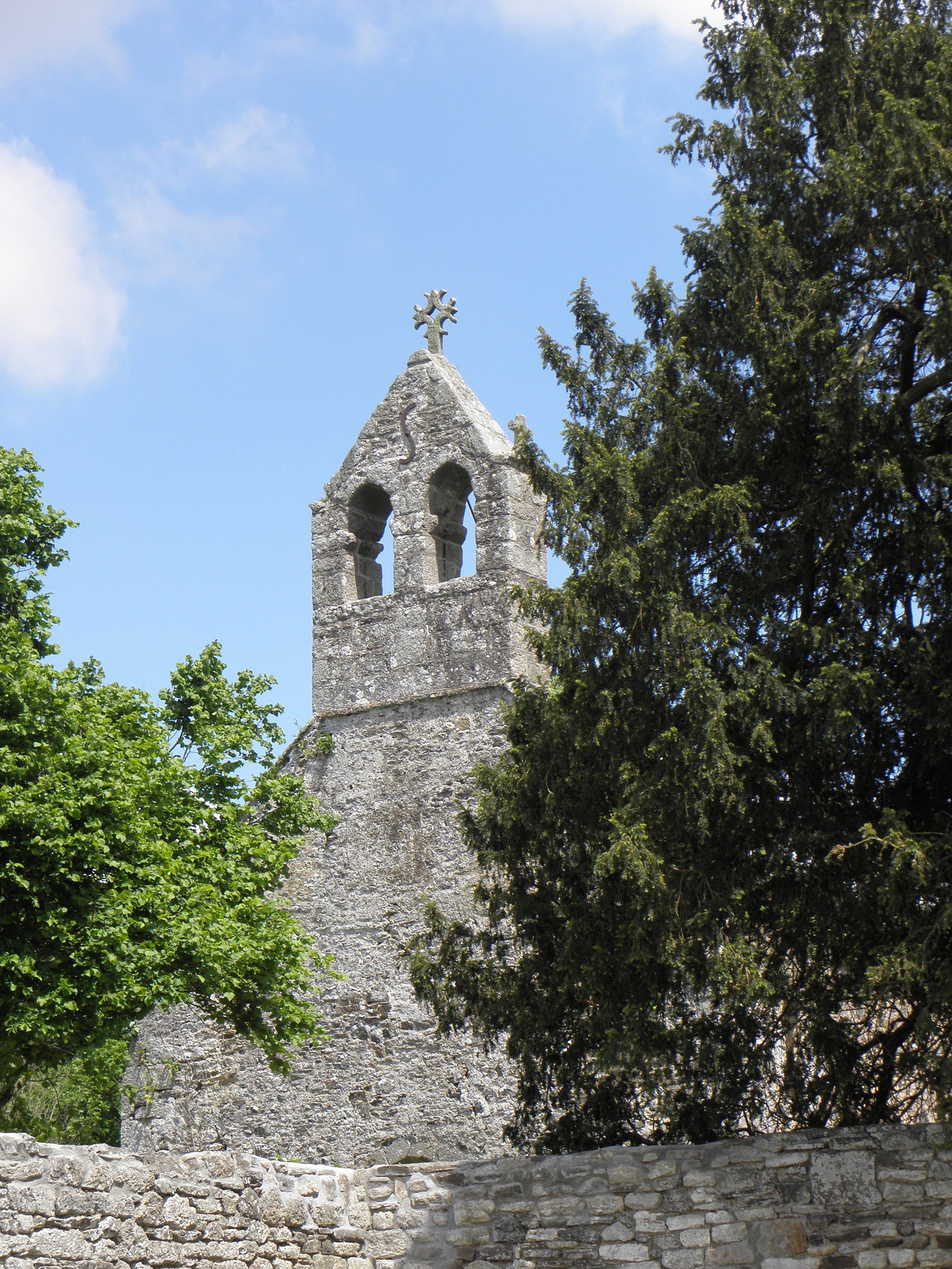
Église Saint-Judoce.
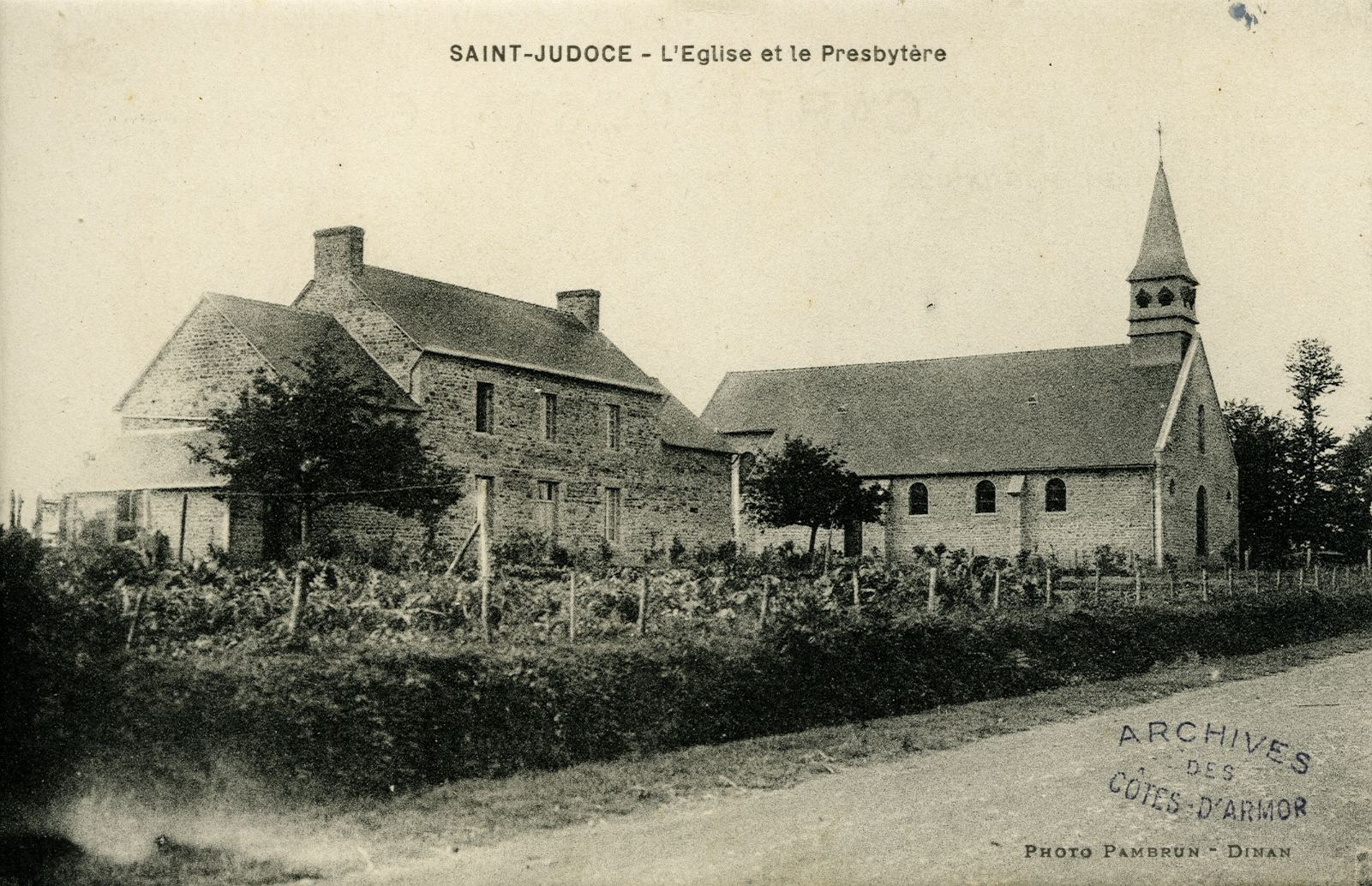
Église et presbytère (début XXe siècle)
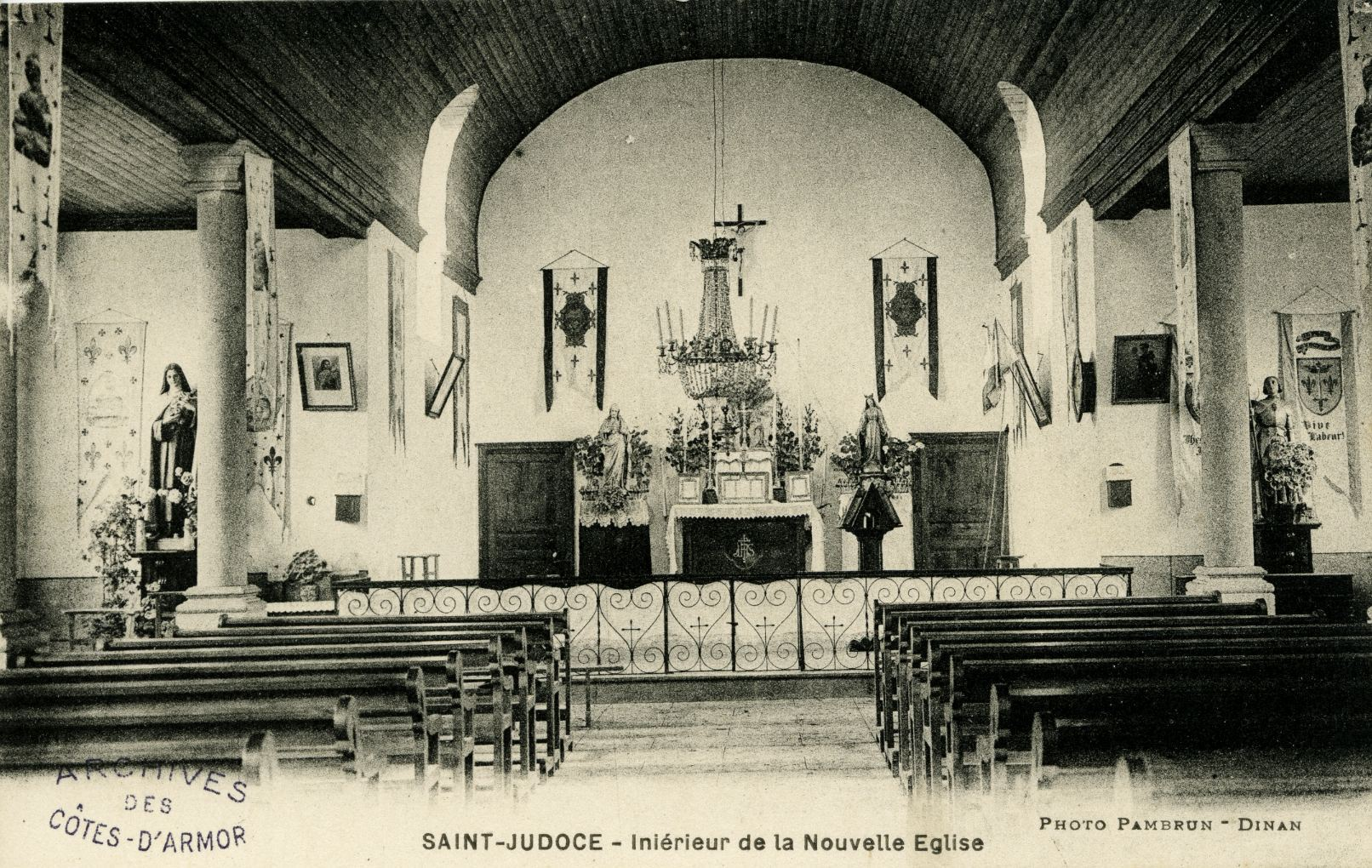
Intérieur de l'église (début XXe siècle)
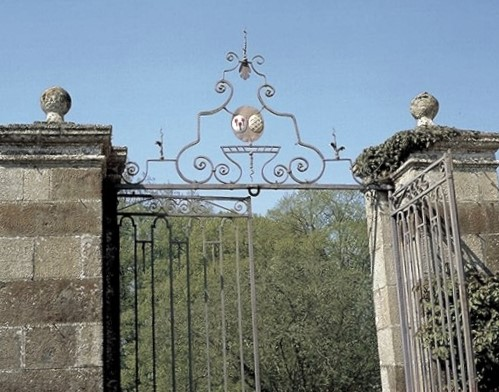
Grilles du château du Fournet.

## Personnalités liées à la commune
- Eugénie Cense, née en 1879 dans la commune, espérantiste française
- Louis Dartige du Fournet, dont le château familial est situé sur la commune